# Campionati europei di atletica leggera 2022 - Getto del peso femminile
La specialità della Getto del peso femminile dei campionati europei di atletica leggera 2022 si è svolta il 15 agosto all'Olympiastadion di Monaco di Baviera, in Germania.

## Podio
| Pos.    | Atleta              | Nazione     | Misura  | Note             |
| ------- | ------------------- | ----------- | ------- | ---------------- |
| Oro     | Jessica Schilder    | Paesi Bassi | 20,24 m | ,                |
| Argento | Auriol Dongmo       | Portogallo  | 19,82 m | Record nazionale |
| Bronzo  | Jorinde van Klinken | Paesi Bassi | 18,94 m |                  |

## Situazione pre-gara

### Record
Prima di questa competizione, il record del mondo (RM), il record europeo (EU) e il record dei campionati (RC) erano i seguenti.
| Record                | Prestazione | Atleta                              | Data                                  | Competizione |
| --------------------- | ----------- | ----------------------------------- | ------------------------------------- | ------------ |
| Record mondiale       | 22,63 m     | Natalya Lisovskaya Unione Sovietica | 7 giugno 1987 Mosca, Unione Sovietica |              |
| Record europeo        | 22,63 m     | Natalya Lisovskaya Unione Sovietica | 7 giugno 1987 Mosca, Unione Sovietica |              |
| Record dei campionati | 22,22 m     | Vita Pavlysh Ucraina                | 20 agosto 1998 Budapest, Ungheria     | Europei 1998 |

### Campione in carica
La campionessa europea in carica era prima della manifestazione sportiva:
| Campione | Nazione              | Prestazione | Data                            | Competizione |
| -------- | -------------------- | ----------- | ------------------------------- | ------------ |
| Europeo  | Paulina Guba Polonia | 19,33 m     | 8 agosto 2018 Berlino, Germania | Europei 2018 |

### La stagione
Prima di questa gara, gli atleti con le migliori tre prestazioni dell'anno erano:
| Pos. | Nazione                      | Prestazione | Data                            |
| ---- | ---------------------------- | ----------- | ------------------------------- |
| 1    | Jessica Schilder Paesi Bassi | 19,84 m     | 6 agosto 2022 Chorzów, Polonia  |
| 2    | Auriol Dongmo Portogallo     | 19,68 m     | 12 marzo 2022 Leira, Portogallo |
| 3    | Fanny Roos Svezia            | 19,42 m     | 6 agosto 2022 Chorzów, Polonia  |

## Risultati

### Qualificazioni
Le qualificazioni si sono disputate a partire dalle 11:20 del 15 agosto. Accedono alla finale le atlete di ogni Gruppo che raggiungono la misura di 18,60 m (Q) o almeno le 12 migliori performance (q)

#### Gruppo A
| Pos | Atleta               | Nazionalità   | 1ª prova | 2ª prova | 3ª prova | Risultato | Note |
| --- | -------------------- | ------------- | -------- | -------- | -------- | --------- | ---- |
| 1   | Auriol Dongmo        | Portogallo    | 19,32 m  | -        | -        | 19,32 m   | Q    |
| 2   | Jorinde van Klinken  | Paesi Bassi   | 18,39 m  | 18,62 m  | -        | 18,62 m   | Q    |
| 3   | Sara Gambetta        | Germania      | 18,53 m  | 17,92 m  | 18,31 m  | 18,53 m   | q    |
| 4   | Axelina Johansson    | Svezia        | 16,92 m  | 17,97 m  | x        | 17,97 m   | q    |
| 5   | Julia Ritter         | Germania      | 17,52 m  | 17,80 m  | 17,68 m  | 17,80 m   | q    |
| 6   | Dimitriana Bezede    | Moldavia      | 17,53 m  | 17,76 m  | x        | 17,76 m   | q    |
| 7   | Benthe König         | Paesi Bassi   | 16,90 m  | x        | 17,27 m  | 17,27 m   |      |
| 8   | Amelia Strickler     | Gran Bretagna | 16,62 m  | 16,55 m  | 17,20 m  | 17,20 m   |      |
| 9   | Senja Mäkitörmä      | Finlandia     | x        | 16,71    | 16,94 m  | 16,94 m   |      |
| 10  | Paulina Guba         | Polonia       | 16,45 m  | x        | 16,66 m  | 16,66 m   |      |
| 11  | Emel Dereli          | Turchia       | 16,56 m  | x        | x        | 16,56 m   |      |
| 12  | Sopiko Shatirishvili | Georgia       | 15,08 m  | 15,52 m  | 15,36 m  | 15,52 m   |      |
| -   | Markéta Červenková   | Rep. Ceca     | x        | x        | x        | nm        |      |

#### Gruppo B
| Pos | Atleta                   | Nazionalità   | 1ª prova | 2ª prova | 3ª prova | Risultato | Note |
| --- | ------------------------ | ------------- | -------- | -------- | -------- | --------- | ---- |
| 1   | Jessica Schilder         | Paesi Bassi   | x        | 18,31 m  | 18,95 m  | 18,95 m   | Q    |
| 2   | Katharina Maisch         | Germania      | 18,44 m  | x        | 18,65 m  | 18,65 m   | Q    |
| 3   | Fanny Roos               | Svezia        | 17,43 m  | 17,79 m  | x        | 17,79 m   | q    |
| 4   | María Belén Toimil       | Spagna        | 17,09 m  | x        | 17,72 m  | 17,72 m   | q    |
| 5   | Jessica Inchude          | Portogallo    | 17,18 m  | 17,64 m  | 17,38 m  | 17,64 m   | q    |
| 6   | Sophie McKinna           | Gran Bretagna | 17,33 m  | 16,86 m  | 15,87 m  | 17,33 m   | q    |
| 7   | Klaudia Kardasz          | Polonia       | 17,27 m  | x        | x        | 17,27 m   |      |
| 8   | Divine Oladipo           | Gran Bretagna | x        | 17,16 m  | 16,81 m  | 17,16 m   |      |
| 9   | Eveliina Rouvali         | Finlandia     | x        | 16,49 m  | 17,07 m  | 17,07 m   |      |
| 10  | Sara Lennman             | Svezia        | 16,92 m  | 16,95 m  | 16,76 m  | 16,95 m   |      |
| 11  | Erna Sóley Gunnarsdóttir | Islanda       | 15,89 m  | 16,41 m  | x        | 16,41 m   |      |
| 12  | Pınar Akyol              | Turchia       | 14,69 m  | 15,67 m  | 15,89 m  | 15,89 m   |      |

### Finale
La finale si è disputata alle ore 20:38 del 15 agosto.
| Pos     | Atleta              | Nazionalità   | 1ª prova | 2ª prova | 3ª prova | 4ª prova | 5ª prova | 6ª prova | Risultato | Note             |
| ------- | ------------------- | ------------- | -------- | -------- | -------- | -------- | -------- | -------- | --------- | ---------------- |
| Oro     | Jessica Schilder    | Paesi Bassi   | 19,47 m  | 20,24 m  | 19,18 m  | 19,24 m  | 19,12 m  | 19,13 m  | 20,24 m   | ,                |
| Argento | Auriol Dongmo       | Portogallo    | 19,29 m  | 19,82 m  | 19,01 m  | x        | 19,46 m  | 19,52 m  | 19,82 m   | Record nazionale |
| Bronzo  | Jorinde van Klinken | Paesi Bassi   | 17,03 m  | 18,94 m  | 16,99 m  | x        | 18,83 m  | 18,20 m  | 18,94 m   |                  |
| 4       | Fanny Roos          | Svezia        | 18,35 m  | x        | 18,30 m  | x        | 17,84 m  | 18,55 m  | 18,55 m   |                  |
| 5       | Sara Gambetta       | Germania      | 18,17 m  | 18,48 m  | 18,21 m  | 18,40 m  | 18,24 m  | 17,61 m  | 18,48 m   |                  |
| 6       | Julia Ritter        | Germania      | 18,29 m  | 18,00 m  | 18,07 m  | 18,14 m  | 18,24 m  | 18,16 m  | 18,29 m   |                  |
| 7       | Axelina Johansson   | Svezia        | 18,04 m  | 17,42 m  | 17,75 m  | 17,37 m  | 17,60 m  | 16,98 m  | 18,04 m   |                  |
| 8       | Katharina Maisch    | Germania      | 18,01 m  | x        | x        | 17,80 m  | x        | 17,13 m  | 18,01 m   |                  |
| 9       | Jessica Inchude     | Portogallo    | 17,24 m  | x        | 17,93 m  |          |          |          | 17,93 m   |                  |
| 10      | María Belén Toimil  | Spagna        | 17,40 m  | 17,86 m  | 17,21 m  |          |          |          | 17,86 m   |                  |
| 11      | Dimitriana Bezede   | Moldavia      | 16,98 m  | x        | x        |          |          |          | 16,98 m   |                  |
| 12      | Sophie McKinna      | Gran Bretagna | 16,29 m  | 15,63 m  | x        |          |          |          | 16,29 m   |                  |